# 韩桂芝
韩桂芝（1943年2月—），黑龙江省哈尔滨市人，1965年10月入党，1965年4月参加工作，大学学历，高级工程师。原黑龙江省政协主席、中共十五届中央候补委员。2005年底因受贿罪被判处死缓。
韩桂芝早年在东北林学院机械制造系林业机械专业学习。大学毕业后从基层干起，历任内蒙古自治区图里河林业局社教队队员，林业部基建总局机械筑路总队干部部干事，大兴安岭行署劳动局劳动调配科、工资科工作人员、副科长，大兴安岭地区行署劳动局、林业管理局劳资处科长，大兴安岭林管局科技处副处长、行署科委副主任，大兴安岭林管局副局长，黑龙江省监察厅副厅长，黑龙江省委组织部副部长、省委老干部局局长等职。1996年升任中共黑龙江省委常委、组织部部长。次年担任省委副书记并兼任省委组织部长和省委党校校长。2002年当选为黑龙江省政协主席。2004年6月，因贪污罪被罢免职务。2005年12月，北京市第一中级人民法院以受贿罪，判处其死刑，缓期两年执行。